# جيتنج جروب
جيتنج جروب هي شركة عالمية للتكنولوجيا الطبية ، تأسست في السويد عام 1904م . تقدم الشركة المعدات والأنظمة في مجال الرعاية الصحية وعلوم الحياة . كانت الشركة منظمة في السابق في ثلاثة مجالات عمل هي: مكافحة العدوى (التي تعمل تحت اسم جيتنج)، والرعاية الممتدة ( أرجو هانتلي ) والأنظمة الطبية ( ماكيت ، أكبر شركة لتصنيع الطاولات الجراحية في العالم)، لكنها أعلنت أنها ستصبح شركة ذات علامة تجارية واحدة، تعمل تحت العلامة التجارية جيتنج، في 20 مارس 2017.
في عام 1989، تم الاستحواذ عليها من قبل روني أندرسون وكارل بينيت . تم إدراج أسهم جيتنج في بورصة ستوكهولم منذ عام 1993 وكانت جزءًا من مؤشر "أومكس ستوكهولم 30" منذ يوليو 2009.
رئيس الشركة والمدير التنفيذي هو ماتياس بيرجوس. يوهان مالمكويست هو رئيس مجلس إدارة الشركة. تم إدراج أسهم جيتنج في قائمة أومكس ستوكهولم نوريك في ستوكهولم منذ عام 1993 وشكلت جزءًا من مؤشر
أومكس ستوكهولم 30 منذ يوليو 2009. في عام 2011، استحوذت شركة جيتنج على شركة أتريوم ميديكال الأمريكية وفي عام 2014 استحوذت على شركة أنظمة بولسون الطبية.